# 桑山栄晴
桑山 栄晴 (くわやま よしはる)は、江戸時代前期の旗本。

## 経歴
御所藩主・桑山元晴の三男として生まれる。兄・貞晴の臨終の際、末期養子となることを認められなかったが、寛永7年（1630年）6月、父祖の勲功から名跡を相続することは認められた。寛永11年（1634年）12月に廩米500俵を賜り、正保3年（1646年）12月4日に書院番に列して新恩500俵を賜る。慶安3年（1650年）9月3日、徳川家綱附属の家臣となって西ノ丸に勤め、その後本城勤めとなる。承応元年（1652年）6月26日より進物番となる。延宝7年（1679年）6月11日、61歳で死去。

## 系譜
- 父：桑山元晴
- 正室：河野松安の娘
- 長男：桑山直晴